# 沃东加
沃东加（Wodonga）是澳大利亚维多利亚州东北部的一座小城市，距离维州首府墨尔本约300公里。沃东加在墨累河畔，与隔河相望的新南威尔士州城市奥尔伯里为双子城。2016年人口35130人，奥尔伯里-沃东加双城的总人口为93603人。